# Guillem Ros Massot
 Guillem Ros Massot  (Barcelona, Barcelonès, 14 de maig de 1925 - Barcelona, Barcelonès, 13 de març de 2010) va ser un atleta i dirigent esportiu, president de diverses entitats esportives, com la de la Federació Catalana d'Atletisme o el Centre Gimnàstic Barcelonès entre d'altres.
De jove va practicar l'atletisme i va arribar a ser dues vegades subcampió de Catalunya de 400 metres (1940 i 1950), dues de 800 metres (1951 i 1952), una campió provincial de 400 i 800 metres (1952) i com a component de l'equip de Catalunya, assolí el títol de campió d'Espanya en el relleu de 4 × 400 m (1952).
El 1955, ja retirat de l'atletisme, va participar en l'organització dels Jocs del Mediterrani que es van celebrar a Barcelona. El 1959 va entrar a la Federació Catalana d'Atletisme com a vocal i president del Col·legi de Jutges, càrrecs que va ocupar fins al 1966. De 1974 a 1975 va ser vicepresident de la Comissió d'entrenadors. El 1979 va ser elegit president de la FC d'Atletisme càrrec que ocupà fins al 1989. També va ocupar càrrecs a la Federació Espanyola d'Atletisme, primer com a vocal de la seva Junta Directiva i després com a president del Col·legi de Jutges (1972-1973) i vicepresident en dues etapes (1974-1975 i 1977-1988). Durant la seva etapa a la Federació Espanyola d'Atletisme va ser també cap d'expedició en moltes competicions internacionals, entre aquestes els Jocs Olímpics de Seül 1988.
El 1986 va ser membre fundador de l'Associació Catalana de Dirigents de l'Esport, de la qual va ser vicepresident i president el 1986 i 1987. De 1964 a 1978 va presidir el Centre Gimnàstic Barcelonès. Com a vicepresident del Consell Directiu de la Unió de Federacions Esportives de Catalunya des de la seva creació, i el 1987 va ocupar la presidència en funcions arran de la mort del seu president Joan de la Llera fins que Enric Piquet va ser elegit nou president el 1988. Entre altres organismes, també va pertànyer al Comitè Olímpic Espanyol i al Panathlon Internacional de Barcelona. Rebé la medalla de Forjador de la Història Esportiva de Catalunya el 1995.